# 1919年11月22日日食
1919年11月22日日食是一次日環食，發生於1919年11月22日。新月當天（即朔日），地球上觀測到月球和太阳的角距離極小，此時月球如果恰好在月球交點附近，穿過太阳和地球之間，與地球、太阳接近一直線，則會出現日食。月球穿過太阳和地球之間，但距地球較遠，本影未能接觸地表，而使偽本影覆蓋的區域內看到月球的角直徑小於太陽，就形成日環食，同時在偽本影兩側數千公里的半影範圍內形成日偏食。此次日環食經過了美国、墨西哥很小一角、古巴、英屬巴哈馬、英屬牙買加、海地、多明尼加、委內瑞拉、英屬向風群島、英屬千里達及托巴哥、葡屬幾內亞、法屬西非、英屬甘比亞、法屬阿爾及利亞，日偏食則覆蓋了美洲中北部和大西洋東岸的部分地區。此次日環食是1647年1月5日以來最長的日環食，這一紀錄會在1937年12月2日打破。

## 日食概況

### 出現區域
美国德克薩斯州西部在日出時最先看到日環食，隨後月球偽本影向東南進入墨西哥灣，覆蓋了安的列斯群島的部分島嶼，並擦過委內瑞拉東北角後，在巴西阿馬帕州東北約400公里的洋面達到最大食分。此後偽本影轉向東北，跨過大西洋登上非洲，最終在日落時分結束於法屬阿爾及利亞（今阿尔及利亚）與法屬西非今马里、尼日尔部分的交界處。其中，環食帶共覆蓋了兩個主權國家首都——古巴哈瓦那、海地太子港，及三個地區首府——英屬向風群島圣乔治（今格林纳达首都）、英屬千里達及托巴哥西班牙港（今千里達及托巴哥首都）、葡屬幾內亞比绍（今幾內亞比索首都）。此外，當時隸屬英屬向風群島的今圣文森特和格林纳丁斯首都金斯敦也在環食帶內。
偽本影經過的陸地包括：
- 美国：德克薩斯州中部偏南、路易斯安那州西南角、佛羅里達州佛羅里達礁島群西端；
- 墨西哥：擦過科阿韋拉州北部；
- 古巴：全境除比那爾德里奧省西南部和青年島特區西南角以外的大部分；
- 英屬巴哈馬：今巴哈马薩爾礁（英语：Cay Sal）；
- 英屬牙買加（英语：Colony of Jamaica）：今牙买加聖瑪麗區極北端和波特蘭區東北部海岸；
- 海地：西北省西半部、阿蒂博尼特省除北部外的大部、北部省南端、中央省除東北部外的大部，及全國位於上述地區以南的所有部分；
- ：艾利斯皮亞省南半部、聖胡安省南半部、阿蘇阿省中南部、聖荷西省極南端、佩拉維亞省西南半部、聖克里斯多堡省極南端，及全國位於上述地區以南的所有部分；
- 委内瑞拉合众国：聯邦屬地的布蘭基亞島除西南角外的絕大部分、兄弟群島、拉索拉島、濱海群島，及蘇克雷省東端；
- 英屬向風群島：今格林纳达、圣文森特和格林纳丁斯兩國全境；
- 英屬千里達及托巴哥：今千里達及托巴哥錫帕里亞地區東北部、皮納爾-德貝地區北半部、王子鎮地區除西南部外的大部，及全境位於上述地區以北的所有部分；
- 葡屬幾內亞：今幾內亞比索全境；
- 法屬西非：经过今塞内加尔南部和几内亚西北部，擦过毛里塔尼亞極南端，自西南向東北斜貫马里，經過尼日尔西北邊境的小片區域；
- 英屬甘比亞：今冈比亚西部區除西北部外的大部、北岸區極南端、下河區除極西北角外的絕大部分、中河區除西北角外的大部、上河區；
- 法屬阿爾及利亞：今阿尔及利亚塔曼拉塞特省南部。[3][4]

除了上述狹窄的環食帶內能看到日環食之外，月球半影覆蓋範圍內都能看到日偏食，包括加拿大東南部、紐芬蘭自治領（今加拿大紐芬蘭與拉布拉多省）、圣皮埃尔和密克隆、美国除西部外的大部、百慕大、中美洲、南美洲中北部、格陵兰南部、欧洲西部、北非西半部、西非、中非西半部。

### 基本參數
由於地球位於近日點附近，月球位於远地点附近，本次日環食的環食帶較寬，持續時間長，食分小（日月視直徑差異大，表現為太阳被遮掩後看到的「環」較粗）。在環食帶的中心點（與持續時間最大的地點稍有些距離），偽本影在地面覆蓋了340.9公里，日環食持續了11分36.6秒。這是1647年1月5日以來持續時間最長的日環食，但在一個沙羅周期之後的1937年12月2日就會有持續更長的日環食發生。
- 類型：日環食
- 食甚中心處（位於巴西阿馬帕州東北約400公里的大西洋）資料：
  - 時間：1919年11月22日15:13:50.4
  - 地點：6°56.2′N 48°51.8′W / 6.9367°N 48.8633°W
  - 食分：0.9198（環食帶內最大）
  - 日環食持續時間：11分36.6秒

## 相關的日食

### 1916-1920年的日食
月球交替位於相對的月球交點時，以半個交點年（食年），即約177天又4小時間隔出現下列日食。
註：1916年2月3日的日全食、1916年7月30日的日環食、1917年1月23日和1917年7月19日的日偏食屬於上一組交點年系列。
| 升交點   | 升交點                    |          | 降交點                   | 降交點 |
| 沙羅周期 | 地圖                      | 沙羅周期 | 地圖                     |        |
| 111      | 1916年12月24日 偏食（南） | 116      | 1917年6月19日 偏食（北） |        |
| 121      | 1917年12月14日 環食       | 126      | 1918年6月8日 全食        |        |
| 131      | 1918年12月3日 環食        | 136      | 1919年5月29日 全食       |        |
| 141      | 1919年11月22日 環食       | 146      | 1920年5月18日 偏食（南） |        |
| 151      | 1920年11月10日 偏食（北） |          |                          |        |

### 沙羅周期
沙羅周期長度為18年11天。本次日食屬於沙羅週期141，共包含70次日食，依次為1613年5月19日至1721年7月24日的7次日偏食、1739年8月4日至2460年10月14日的41次日環食、2478年10月26日至2857年6月13日的22次日偏食，總共歷時1244.08年。本周期並無日全食。
下表列舉了1901年至2100年間發生的屬於該周期的日食，是第17至28次：
| 17             | 18             | 19            |
| -------------- | -------------- | ------------- |
| 1901年11月11日 | 1919年11月22日 | 1937年12月2日 |
| 20             | 21             | 22            |
| 1955年12月14日 | 1973年12月24日 | 1992年1月4日  |
| 23             | 24             | 25            |
| 2010年1月15日  | 2028年1月26日  | 2046年2月5日  |
| 26             | 27             | 28            |
| 2064年2月17日  | 2082年2月27日  | 2100年3月10日 |

## 資料來源
1. ↑  樊忠玉. . 中国天文科普网.   [2016-04-03]. （原始内容存档于2014-09-17）.
2. 1 2 3  Fred Espenak. . NASA Eclipse Web Site.   [2016-04-03]. （原始内容存档于2020-10-20）.（英文）
3. ↑  Fred Espenak. . NASA Eclipse Web Site.   [2016-04-03]. （原始内容存档于2020-10-23）.（英文）
4. ↑  Xavier M. Jubier. .   [2016-04-03]. （原始内容存档于2019-06-07）.（法文）（英文）
5. ↑  Fred Espenak. . NASA Eclipse Web Site.   [2016-04-03]. （原始内容存档于2017-12-28）.（英文）
6. ↑  . NASA Eclipse Web Site.   [2016-04-03]. （原始内容存档于2019-06-10）.（英文）
7. ↑  Fred Espenak. . NASA Eclipse Web Site.（英文）

## 外部連結
- NASA日食專頁（页面存档备份，存于）（英文）
- 可見區域圖和時間統計：由弗雷德·埃斯佩纳克做出的日食預報，NASA/GSFC
  - Google互動地圖呈現的日食範圍
  - 貝塞爾元素
- Google地圖顯示的日環食和日偏食範圍（页面存档备份，存于）（法文）（英文）

| \| \| 日食 \|                             |                               |                                           |
| 上一次日食： 1919年5月29日日食 （日全食） | 1919年11月22日日食 （日環食） | 下一次日食： 1920年5月18日日食 （日偏食） |
| 上一次日環食： 1918年12月3日日食          | 1919年11月22日日食 （日環食） | 下一次日環食： 1921年4月8日日食           |
|                                           | 日食                          |                                           |